# Thomomys townsendii
O Thomomys townsendii é um roedor endêmico do noroeste dos Estados Unidos.

## Descrição
O Thomomys townsendii é um esquilo relativamente grande, medindo de 22 a 29 cm de comprimento total, incluindo uma cauda de 6 a 10 cm de comprimento. Os adultos pesam entre 190 e 380 g, sendo os machos significativamente maiores do que as fêmeas. Como outras espécies, eles têm cabeça grande, pescoço curto e musculoso, olhos e orelhas pequenos e pernas curtas. As patas dianteiras são grandes, com garras poderosas para cavar, enquanto as traseiras são robustas, com solas planas. Há uma bolsa na bochecha revestida de pele em cada lado da boca. As fêmeas têm oito tetas.
A cor do pelo é acinzentada na maior parte do corpo, mas é mais bronzeada nas partes inferiores. Há uma mancha de pelo branco no queixo e alguns indivíduos também têm marcas brancas na cabeça. A cauda é quase totalmente desprovida de pelos. Também foram relatados indivíduos melânicos, quase totalmente pretos, com exceção de manchas brancas no queixo ou nos pés.

## Distribuição e habitat
O Thomomys townsendii é encontrado em populações disjuntas no sul de Idaho, norte de Nevada, sudeste do Oregon e nordeste da Califórnia. Habita terras com solos profundos e úmidos perto de rios e lagos, ocasionalmente a até 1.980 m, mas geralmente em fundos de vale mais baixos. Elas também podem ser encontradas em grande número em terras agrícolas irrigadas artificialmente. Sua expansão para áreas vizinhas pode ser limitada pela ausência da Distichlis spicata [en] ou pela competição com o Thomomys bottae.
Atualmente, são reconhecidas duas subespécies:
- T. t. townsendii - Idaho, rio Malheur [en] e afluentes no Oregon

- T. t. nevadensis - em todo o restante da área de distribuição

## Biologia e comportamento
O Thomomys townsendii se alimenta principalmente dos caules das raízes da Distichlis spicata, mas também come outras gramíneas, alfafa e outras plantas com raízes grandes, incluindo culturas agrícolas como a batata. Entre os predadores comuns estão as corujas-das-torres, e o Thomomys townsendii também é considerado o principal hospedeiro do piolho Geomydoecus idahoensis. A reprodução ocorre provavelmente por volta de janeiro ou fevereiro, e as ninhadas têm em média sete filhotes. O acasalamento é promíscuo e baseado na escolha da fêmea. Foram registrados híbridos entre o Thomomys townsendii e o Thomomys bottae.
Como outras espécies, o Thomomys townsendii passa a maior parte de sua vida adulta no subsolo. As tocas têm de 10 a 12 cm de largura e são marcadas na superfície por vários montes de solo escavado. As entradas dos túneis normalmente são mantidas bloqueadas com terra para impedir o acesso de predadores. Os indivíduos são solitários fora da época de reprodução.